# Madrid (New Mexico)
Madrid is een plaats (census-designated place) in de Amerikaanse staat New Mexico, en valt bestuurlijk gezien onder Santa Fe County.

## Demografie
Bij de volkstelling in 2000 werd het aantal inwoners vastgesteld op 149.

## Geografie
Volgens het United States Census Bureau beslaat de plaats een oppervlakte van
3,7 km², geheel bestaande uit land. Madrid ligt op ongeveer 1662 m boven zeeniveau.

## Plaatsen in de nabije omgeving
De onderstaande figuur toont nabijgelegen plaatsen in een straal van 28 km rond Madrid.

## Geboren
- Mae Marsh (1894-1968), actrice